# Namibia Football Association
Die Namibia Football Association (NFA) ist der älteste Dachverband für Fußball in Namibia mit Sitz in Windhoek. Er konkurriert seit 2021 mit der Namibia Premier League, die ebenfalls national als Dachverband des Sports anerkannt wurde.

## Geschichte

### Vor 1990
In Windhoek gründete sich im Stadtteil Katutura in den 1970er Jahren die Katutara Football Association (KAFA) als Dachverband des Fußballs für die nicht-weiße Bevölkerung. Sie ging später in der South West African Bantu Football Association (SWABFA) auf, was wiederum zur Gründung der Central National Football Association (CNFA) führte. Parallel bildeten sich in Walvis Bay die schwarze Kuisebmond Football Association (KFA) und die weiße Western Football Association (WFA), die später unter dem Dach der Central District Football Association (CDFA) als Teil der South West African Football Association (SWAFA) gemeinsam spielten.

### Nach der Unabhängigkeit 1990
Der Namibische Fußballverband wurde 1990 durch den damaligen Präsidenten Ben Naobeb gegründet und hat seinen Sitz in Windhoek-Katutura. Er ist der FIFA und der CAF im Jahr 1992 beigetreten und ist Mitglied der Council of Southern African Football Associations (COSAFA).
Namibia bewarb sich – letztlich erfolglos – mit Unterstützung unter anderem der NFA und bekannten Persönlichkeiten wie Frank Fredericks um die Ausrichtung der Fußball-Afrikameisterschaft 2010 und 2012.
Von Oktober 2018 bis Februar 2020 wurde der Verband von einem von der FIFA eingesetzten Normalisierungkomitee geleitet. Zu den Mitgliedern gehörte auch die namibische Olympionikin Gaby Ahrens. Die Aufgabe war es, den Verband wieder in ordentliche Verhältnisse zu überführen und Wahlen für die höchsten Positionen der NFA zu organisieren. Am 22. Februar 2020 wurde Ranga Haikali zum neuen NFA-Präsidenten gewählt.
Anfang August 2020 kündigte die NFA die Gründung einer eigenen ersten Liga an, nachdem zuvor die Namibia Premier League (NPL) als Mitglied ausgeschlossen wurde. Die Gründung wurde sowohl vom Sportministerium als auch der FIFA befürwortet, da die NFA die einzig legale Vertretung des Sports in Namibia ist. Ab Oktober 2021 kam es erneut zu internen Streitigkeiten, in die abermals auch die FIFA und CAF mit einbezogen wurden. Am 4. Dezember 2021 entband deshalb der NFA-Kongress den gesamten Exekutivrat von seinen Aufgaben. Am 31. März 2022 wurde die erneute Einsetzung eines Normalisierungskomitees durch die FIFA, für zunächst zwölf Monate, angekündigt. Hintergrund sind die weiterhin chaotischen Zustände im Verband.

## Verwaltungsstruktur

### Präsidenten
- Ben Noabeb (1990–199?)
- Charles Kauraisa
- Elliot Hiskia (199?–1996)
- Immanuel Namaseb (1996–1999)
- Petrus T. Damaseb (1999–2006)
- John Muinjo (2006–2014)
- Frans Mbidi (2014–2018)
- Hilda Basson-Namundjebo (2018–2020; Vorsitzende des FIFA-Normalisierungskomitees)
- Ranga Haikali (2020–2021)
- Bisey ǀUirabKlicklaut (2022–2025; Vorsitzender des FIFA-Normalisierungskomitees)
- Robert Shimooshili (seit 2024)

### Generalsekretäre
- Sebastian Kamungu
- Eliphas Shipanga
- David Helu
- Alpheus Gaweseb
- Barry Rukoro
- Franco Cosmos
- Cassius Moetie

## Ligen und Pokalwettbewerbe
Männer
- Namibia Premier Football League (seit 2021)
- Namibia Premier League (bis 2020)
- Namibia First Division
- Namibia Second Division
- NFA-Cup

Frauen
- Namibia Women’s Super League
- NFA Women’s Super Cup

Jugend
2009 spielten in 18 Jugendligen und 144 Vereinen etwa 3060 Jugendspieler und -spielerinnen.
- U-17-Junioren
  - 2009/10: Kavango 2:0 Kunene
- U-15-Junioren
  - 2009/10: Otjiwarongo 1:0 Ondangwa
- U-16-Juniorinnen
  - 2009/10: Oshana
- Galz & Goalz (U-15-Juniorinnen)
- Galz & Goalz (U-13-Juniorinnen)

## Nationalmannschaften
- Herren
  - U-23-Männer
  - U-20-Männer
  - U-17-Junioren
- Frauen
  - U-20-Frauen
  - U-17-Juniorinnen